# Wilhelm Krüger (Tiermediziner)
Wilhelm Heinrich August Johannes Krüger (* 26. November 1898 in Grevesmühlen; † 3. Juli 1977 in Berlin) war ein deutscher Veterinärmediziner, Hochschullehrer und Nationalsozialist.

## Leben
Krüger nahm nach dem Notabitur als Kriegsfreiwilliger ab 1917 am Ersten Weltkrieg teil. Ab April 1918 studierte er an der Militärveterinärakademie Berlin. Nach Auflösung dieser Institution wechselte er 1919 zunächst an die Tierärztliche Hochschule Dresden und schließlich an die Tierärztliche Hochschule Hannover. Er wurde 1922 zum Dr. med. vet. promoviert und approbiert. Anschließend praktizierte er als Tierarzt. Im Dezember 1923 wanderte er mit seiner Familie in die USA aus, wo er u. a. als Kürschner beschäftigt war. Im Frühjahr 1925 kehrte er nach Deutschland zurück und wurde Assistent am Institut für Anatomie der Tierärztlichen Hochschule Hannover, wo er sich 1929 für Veterinärmedizin habilitierte. Sein Vorhaben, die Prüfung zum Veterinärrat abzulegen, gab er 1930 infolge seiner Berufung auf den Lehrstuhl für Veterinäranatomie an die Tierärztliche Hochschule Berlin auf. Zudem wurde er Direktor des dortigen anatomischen Instituts. Sein Spezialgebiet war die vergleichende Anatomie der Haustiere, insbesondere der Pferde.
Krüger trat zum 1. März 1933 der NSDAP bei (Mitgliedsnummer 1.485.627). Zudem wurde er Obmann des Nationalsozialistischen Lehrerbundes an der Tierärztlichen Hochschule Berlin. Des Weiteren gehörte er dem Kampfbund für deutsche Kultur an und war Ehrenmitglied der Deutschen Gesellschaft für Jagdkunde. Der SS trat er 1940 bei, wo er 1942 den Rang eines Untersturmführers im Rasse- und Siedlungshauptamt erhielt.
Von April 1933 bis zur Eingliederung dieser Hochschule in die Friedrich-Wilhelms-Universität Berlin im November 1934 war Krüger Rektor der Tierärztlichen Hochschule Berlin. Anschließend wirkte er bis 1945 als ordentlicher Professor für Veterinäranatomie an der Friedrich-Wilhelms-Universität Berlin, wo er auch Dekan und Prodekan der Landwirtschaftlich-Tierärztlichen Fakultät wurde. Anfang April 1935 folgte er Eugen Fischer gegen das Votum der Professorenschaft als Rektor der Friedrich-Wilhelms-Universität Berlin nach und bekleidete dieses Amt bis Ende März 1937. Bei seiner Antrittsrede trat er in SA-Uniform auf. Als Rektor widmete Krüger sich der nationalsozialistischen Neuordnung der Universität. In seiner Amtszeit formulierte er unter anderem das Ziel: „Ein Student, der es nicht für nötig hält, sich in die Reihen der politischen Soldaten Adolf Hitlers einzugliedern, soll künftig nicht mehr wert sein, an der Universität Berlin zu studieren.“ Sein Spitzname lautete Der vierbeinige Rektor, da er insbesondere zur Anatomie von Pferden forschte.
Nach dem Ende des Zweiten Weltkrieges wurde Krüger von der Universität Berlin entlassen. Er bestritt seinen Lebensunterhalt als Kürschner in Lüneburg und Hamburg. Von 1947 bis 1950 folgte ein Auslandsaufenthalt in Schweden. In seinem Spruchkammerverfahren wurde er 1950 zunächst als Mitläufer, 1951 als Entlasteter eingestuft. Von 1952 bis 1954 war er Angestellter bei der Bundes- und Forschungsanstalt für Milchwirtschaft in Kiel und verlegte anschließend seinen Wohnsitz wieder nach Berlin. Seit 1955 erhielt er als 131er Versorgungsbezüge. Krüger war Verfasser diverser fachspezifischer Beiträge. Er wurde 1959 durch die FU Berlin emeritiert. Kurz vor seinem Tod schrieb er 1976 das Manuskript Mein Leben. Lebensbeichte eines Nationalsozialisten.

## Schriften
- Anleitung zum Präparieren: Eine praktische Wegweisung für Studierende der Veterinärmedizin, M. & H. Schaper, Hannover 1929 (zusammen mit Otto Zietzschmann – bis 1975 fünfmal aufgelegt)
- Unser Pferd und seine Vorfahren, J. Springer, Berlin 1939 (gehört zu Verständliche Wissenschaft, Bd. 41)
- Die Fortbewegung des Pferdes, Parey, Berlin 1939 (gehört zu Anleitungen der Deutschen Gesellschaft für Züchtungskunde; H. 43)